# Apocalipsis griego de Daniel
El Apocalipsis griego de Daniel es un texto cristiano apócrifo (uno cuya autoría afirmada es infundada) atribuido a  Daniel y así asociado con la Biblia hebrea (Antiguo Testamento). Sin embargo, ningún grupo judío o cristiano considera este texto como canónico o como una escritura autorizada. El Libro de Daniel canónico tiene muchas imágenes apocalípticas, y este texto apocalíptico trata un tema similar, describiendo una visión particular de Daniel con respecto a la apariencia y actividades del Anticristo antes del Día del Juicio.

## Fecha
El texto está fechado en el siglo IX y se conserva en tres manuscritos datados del siglo XV. Fue redescubierto y publicado a finales del siglo XIX. No debe confundirse con muchas otras obras medievales atribuidas a Daniel o Metodio, como el Apocalipsis siríaco de Daniel del siglo VII, el Apocalipsis hebreo de Daniel del siglo XII, o el Apocalipsis del Pseudo-Metodio.

## Contenido
El "Apocalipsis de Daniel" ha sido escrito en griego en el Imperio bizantino sobre los primeros años del siglo IX. La fecha original de ciertos elementos podría ser siglos anterior a la del documento en su conjunto. Este texto se puede dividir en dos secciones. El primero (capítulos 1-7) relata bajo la forma de una predicción (vaticinium ex eventu) las Guerras Bizantino-Árabes del siglo VIII y la entronización de Carlomagno. Los capítulos restantes (8-14) describen el origen y las características personales del Anticristo.